# La Axarquía
La Axarquía es una de las nueve comarcas de la provincia de Málaga, comunidad autónoma de Andalucía, España. Desde el punto de vista geográfico, la comarca se halla en la parte más oriental de la provincia de Málaga. La Axarquía se extiende por la costa y el interior. Sus municipios costeros conforman la Costa del Sol Oriental.
La capital histórica y la ciudad más importante es Vélez-Málaga. A los naturales de la comarca se les llama axárquicos.
Limita: al norte con la comarca de Alhama, al este con la comarca de la Costa Granadina, ambas en la provincia de Granada; al sur con el mar Mediterráneo, al oeste con Málaga, y al noroeste con la comarcas Antequera y Nororma.

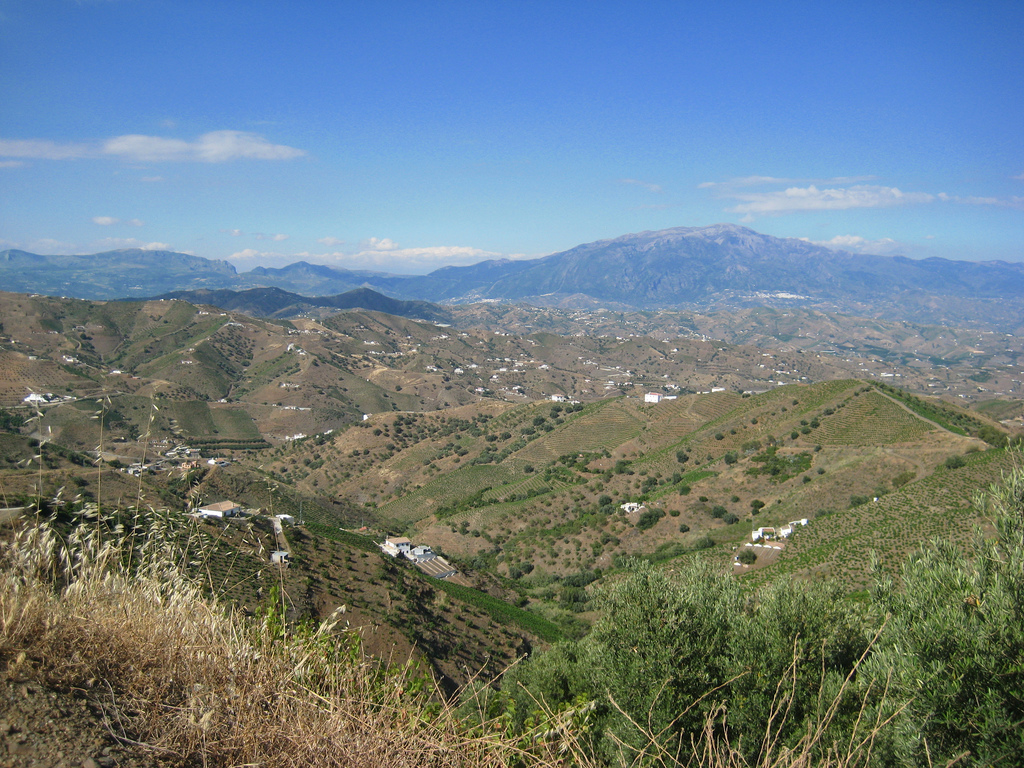
La Maroma

## Etimología
El Diccionario de la Real Academia Española define la voz "jarquía" (xarquía en castellano antiguo) como "distrito o territorio sito al este de una gran ciudad y dependiente de ella", y dice que procede del árabe šarqíyya, que significa "parte oriental" o "región oriental". Coincide con la región de la Axarquía la cual se encuentra en la parte oriental de Málaga.
La Real Academia, en su Ortografía de la Lengua Española, edición de 1999, nos explica que en el castellano antiguo la consonante x representaba el fonema fricativo palatal sordo ʃ como en el sonido sh del inglés, en palabras como xarquía, dixo, Don Quixote, etc. Y fue a partir del siglo XVI que evolucionaría hacia el fonema fricativo velar sordo [x] y pasarían a escribirse como jarquía, dijo, Don Quijote. Algunos restos de esta grafía se encuentran en topónimos como México, Oaxaca, Texas y sus derivados (mexicano, oaxaqueño, texano...) y en algunos apellidos como Ximénez o Mexía. La pronunciación de esta x, en esas y otras palabras, es fricativa velar sorda [x], es decir, suena como j; constituye, por tanto, un error ortológico articularla tanto ks, gs o s.

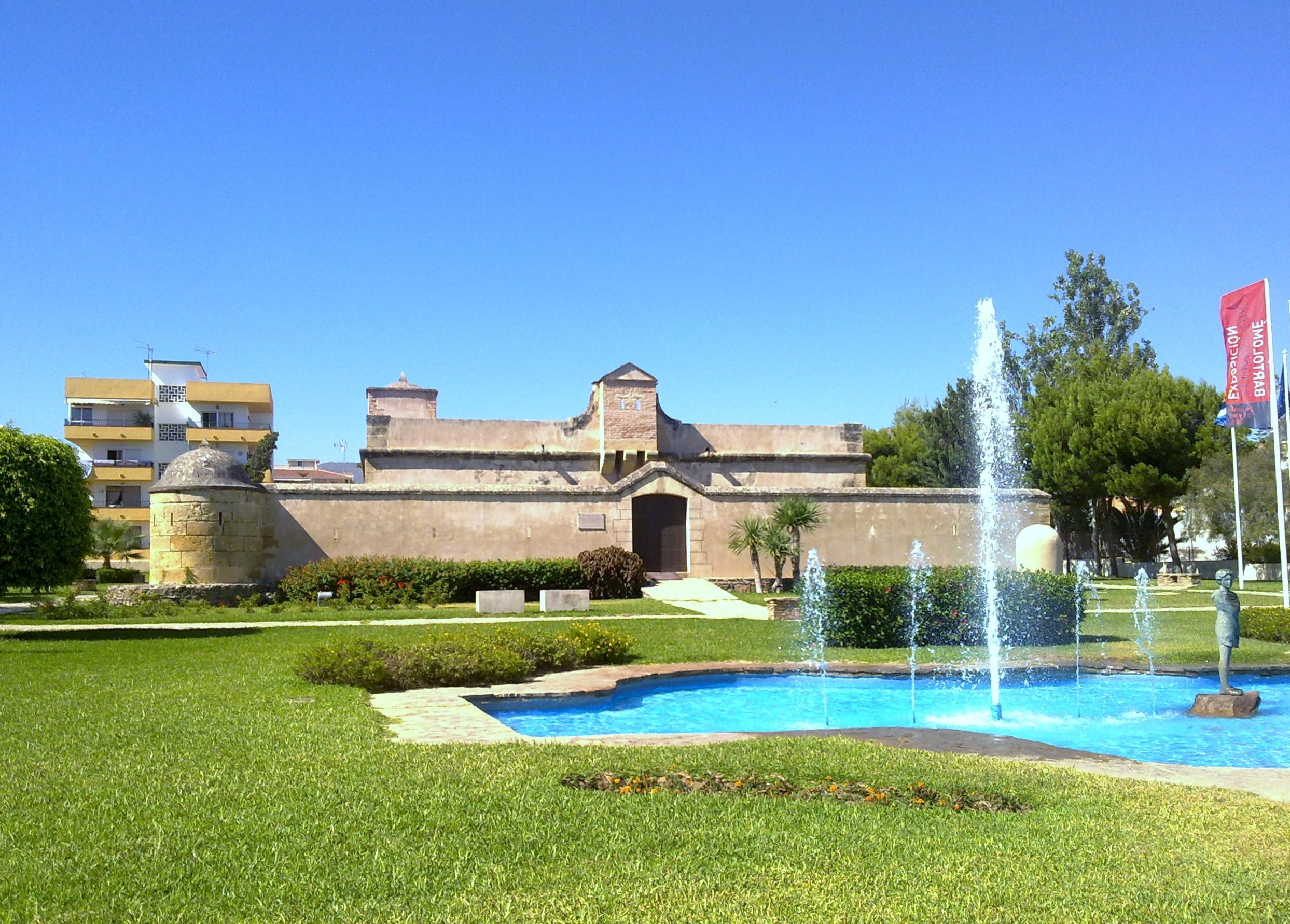
Casa Fuerte Bezmiliana (Rincón de la Victoria).

La palabra Axarquía por lo tanto conserva su grafía antigua con la pronunciación contemporánea del sonido fricativo velar sordo [x]. Siendo también correcto, aunque de uso minoritario, con la grafía contemporánea, Ajarquía.

## Geografía

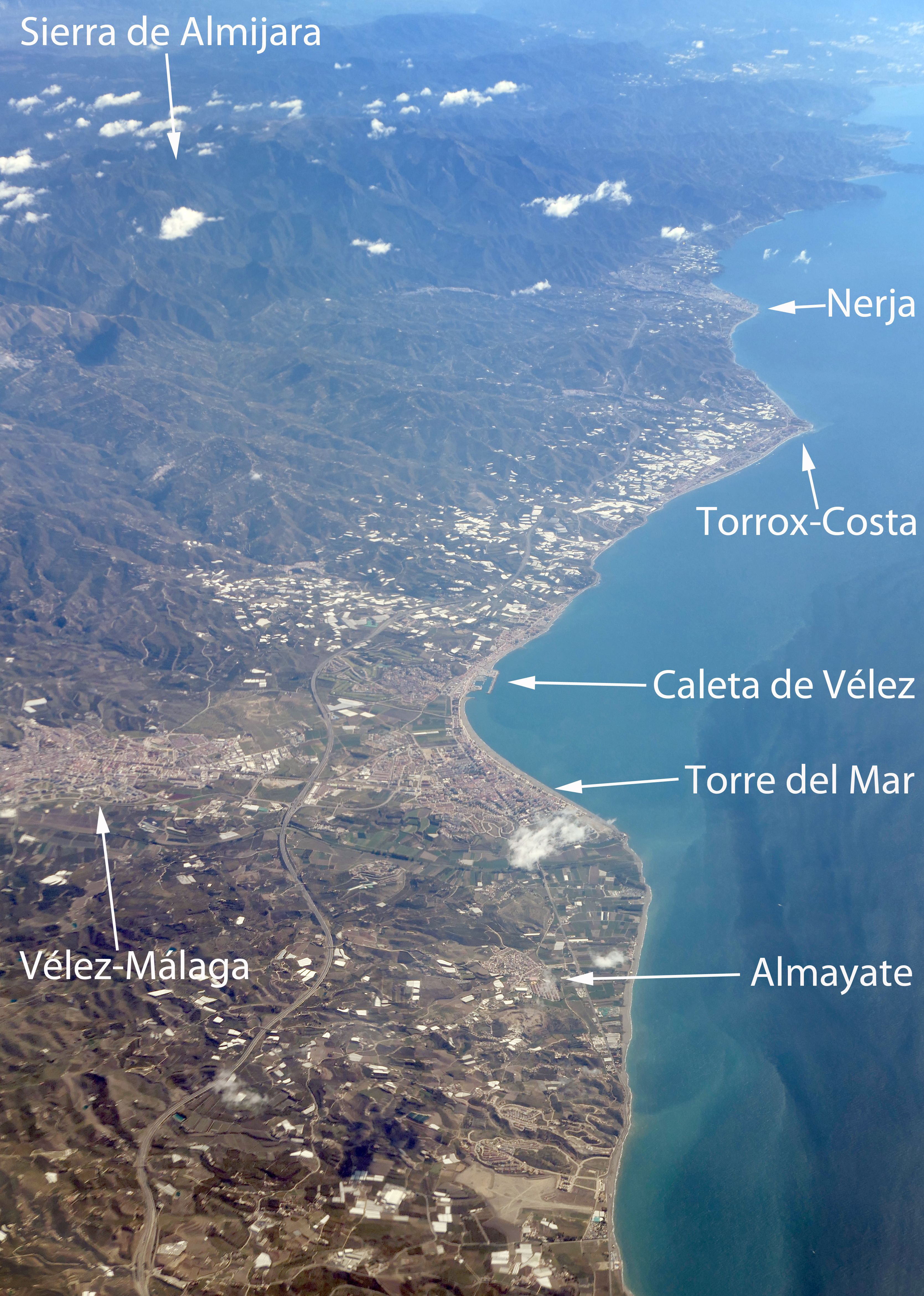
Vista aérea de la costa de la Axarquía

El pico La Maroma con 2069 metros es el punto más alto de la comarca. El abastecimiento de agua se realiza a través del embalse de La Viñuela. La atraviesan los siguientes ríos, todos son de la Cuenca Mediterránea andaluza.
| Río              | Nacimiento         | Desembocadura         | Longitud (KM) |
| ---------------- | ------------------ | --------------------- | ------------- |
| Río Vélez        | Sierra de Tejeda   | Bahía de Vélez-Málaga | 68,4          |
| Río de la Cueva  | Sierra del Jobo    | Río Benamargosa       | 28,4          |
| Río Algarrobo    | Sierra de Tejeda   | Bahía de Vélez-Málaga | 21            |
| Río Seco         | Macizo de Vélez    | Bahía de Vélez-Málaga | 17,5          |
| Río Chillar      | Sierra de Almijara | Nerja                 | 17            |
| Río Torrox       | Sierra de Almijara | Punta de Torrox       | 16,5          |
| Río Sabar        | Sierra del Jobo    | Río Guaro             | 16            |
| Río Alcaucín     | Sierra de Tejeda   | Río Guaro             | 14,6          |
| Río Benamargosa  | Hoya de Vélez      | Río Vélez             | 14            |
| Río Huit         | Sierra de Almijara | Torrox                | 13,4          |
| Río Higuerón     | Sierra de Almijara | Río Chillar           | 12,5          |
| Río Almáchar     | Montes de Málaga   | Río Benamargosa       | 11,8          |
| Río Rubite       | Sierra de Tejeda   | Río Vélez             | 10,8          |
| Río Benagalbón   | Montes de Málaga   | Rincón de la Victoria | 10,2          |
| Río de la Miel   | Sierra de Almijara | Nerja                 | 7,5           |
| Río Bermuza      | Sierra de Tejeda   | Río Alcaucín          | 7,4           |
| Arroyo de Íberos | Montes de Málaga   | Vélez-Málaga          | 7,1           |
| Río Iznate       | Montes de Málaga   | Río Benamargosa       | 6,5           |
| Río de los Lagos | Macizo de Vélez    | Bahía de Vélez-Málaga | 6,3           |

| Noroeste: Antequera y Nororma. | Norte: Comarca de Alhama (Granada) | Noreste: Comarca de Alhama (Granada) |
| Oeste: Málaga                  |                                    | Este: Costa Granadina (Granada)      |
| Suroeste Mar Mediterráneo      | Sur: Mar Mediterráneo              | Sureste: Mar Mediterráneo            |

El parque natural de las Sierras de Tejeda, Almijara y Alhama, el paraje natural de los Acantilados de Maro-Cerro Gordo y el parque natural Montes de Málaga están situados en esta comarca.
Alfarnate es el pueblo más alto de la Axarquía al estar situado a 886 metros.

## Municipios

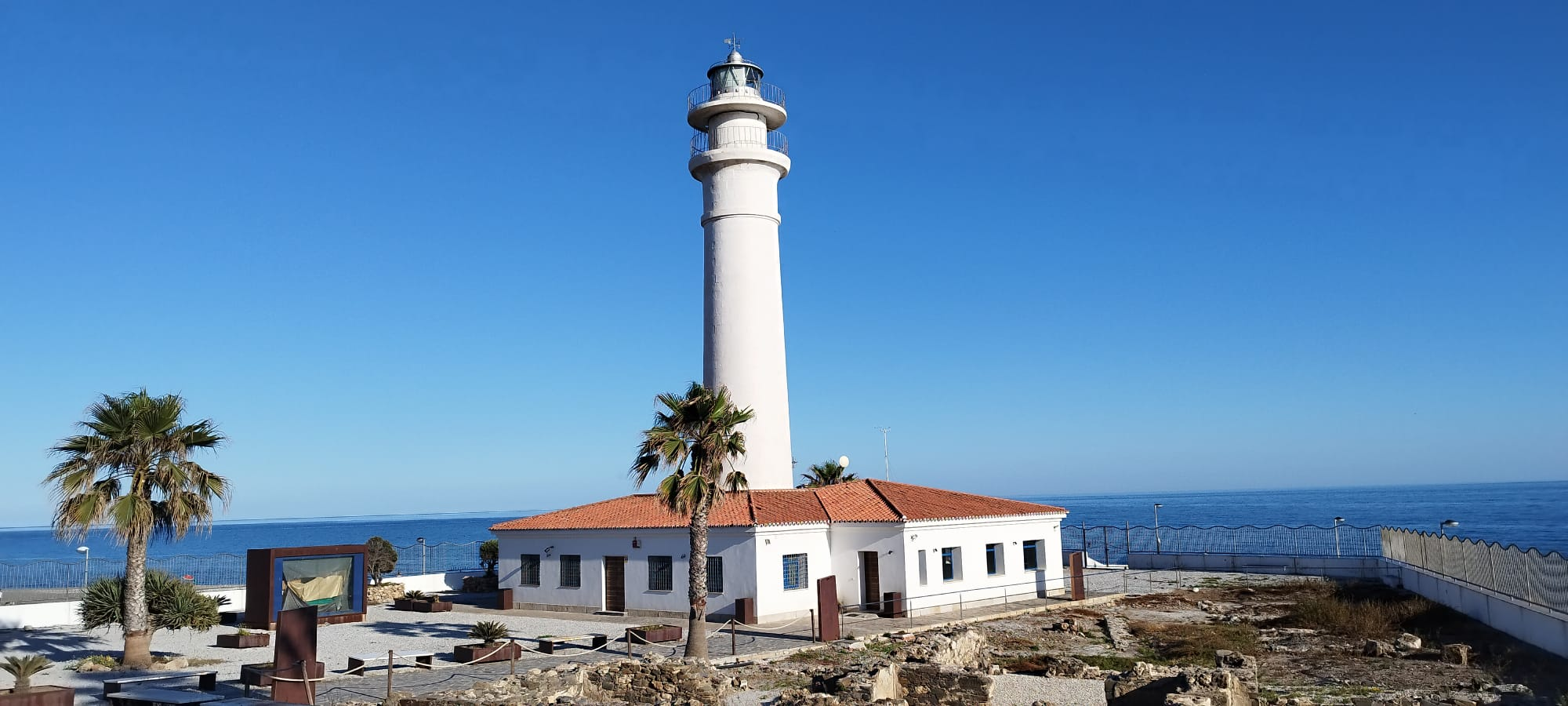
Conjunto arqueológico Faro de Torrox, Torrox Costa

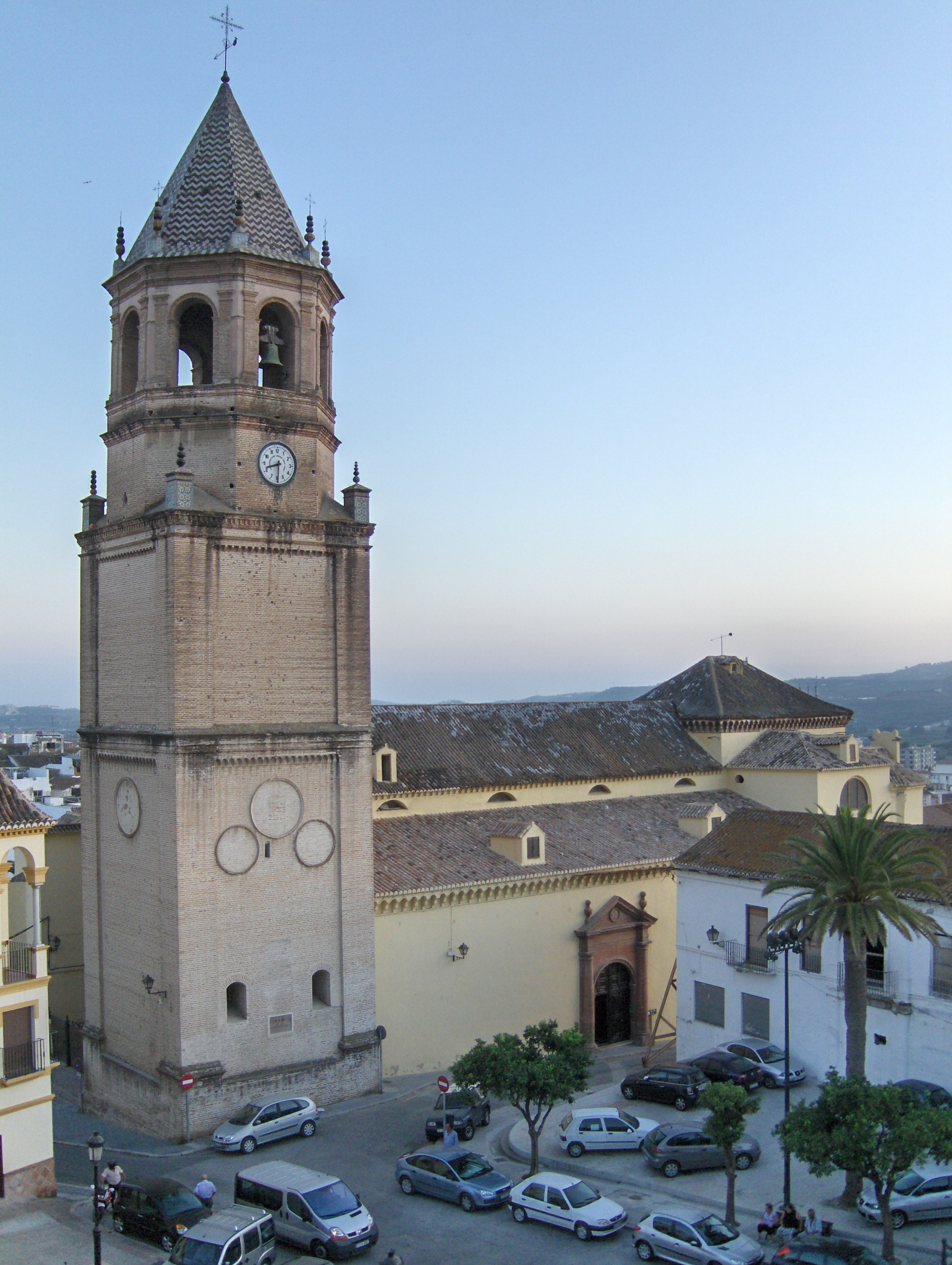
Iglesia de San Juan Bautista (Vélez-Málaga)

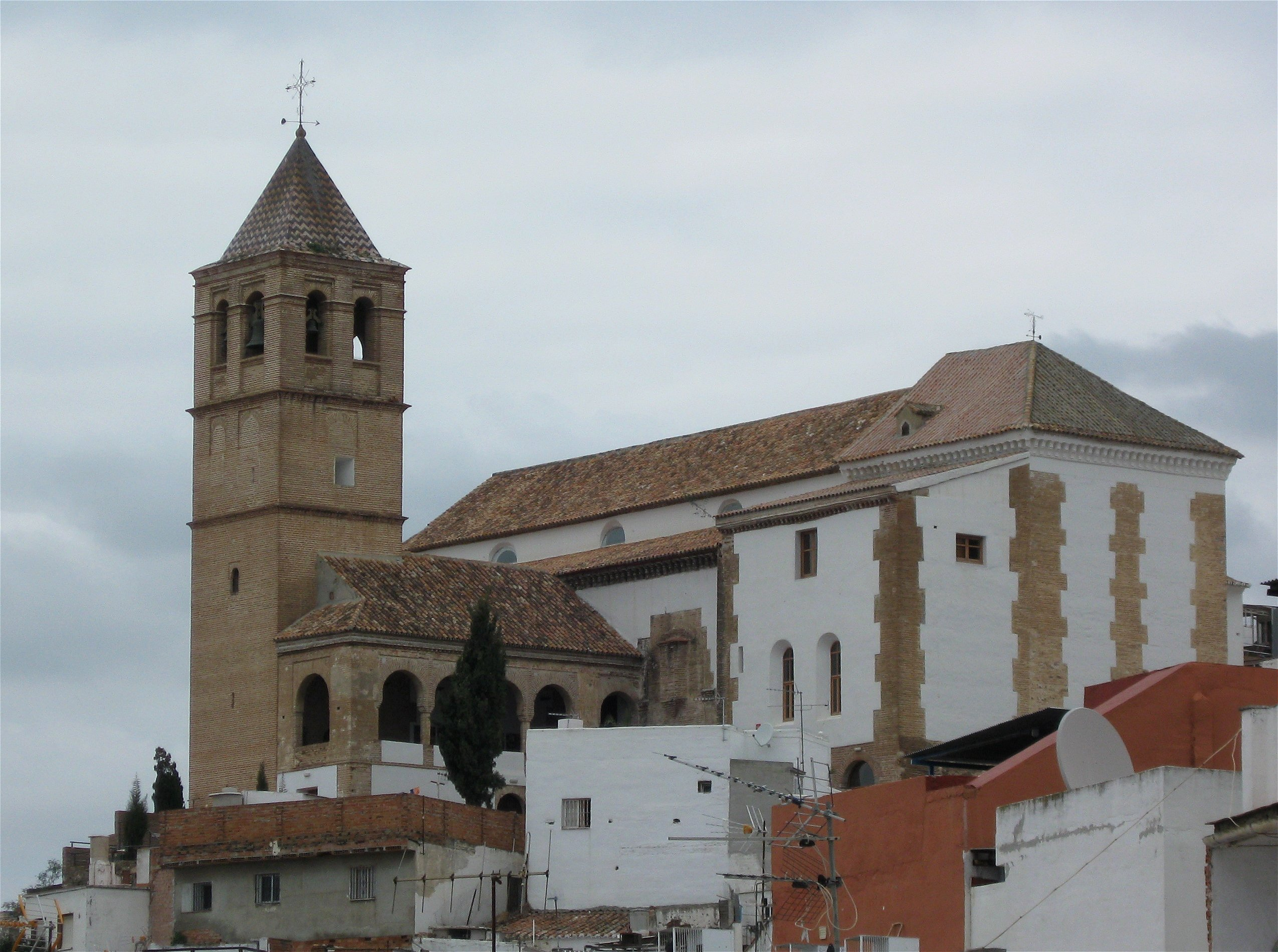
Iglesia de Santa María la Mayor (Vélez-Málaga).

Tanto la Diputación de Málaga, que da a la comarca el nombre de Axarquía-Costa del Sol, como la Junta de Andalucía, que simplemente da a la comarca el nombre de La Axarquía, engloban exactamente los mismos municipios dentro de la comarca. Muestra de la alta definición de la misma como tal y de la cohesión entre sus pueblos, que desde hace muchísimo tiempo, han compartido cultura y costumbres.

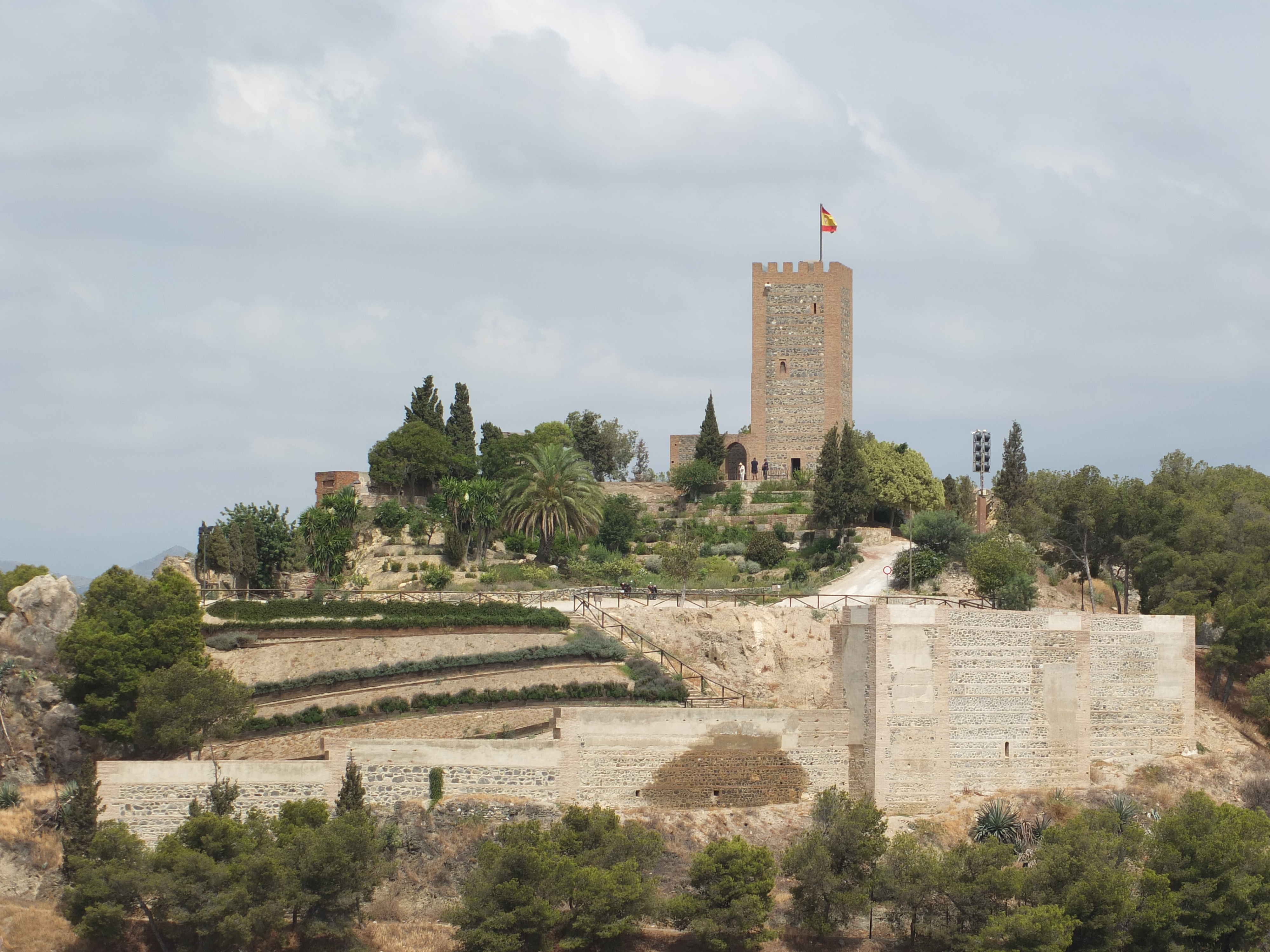
Fortaleza de Vélez-Málaga.

La Axarquía se compone de 31 municipios:

 
|             | Nombre                | Población (2024) | Superficie (km²) | Densidad (hab./km²) |
| ----------- | --------------------- | ---------------- | ---------------- | ------------------- |
|             | Vélez-Málaga          | 85 990           | 157,8            | 545                 |
|             | Rincón de la Victoria | 52 230           | 28,46            | 1.835               |
|             | Nerja                 | 22 187           | 85,07            | 261                 |
|             | Torrox                | 21 583           | 50,02            | 431                 |
|             | Algarrobo             | 6 909            | 9,73             | 710                 |
|             | Cómpeta               | 3 735            | 54,2             | 69                  |
|             | Colmenar              | 3 545            | 65,92            | 54                  |
|             | Periana               | 3 350            | 58,73            | 57                  |
|             | Frigiliana            | 3 310            | 40,49            | 82                  |
|             | Benamocarra           | 3 115            | 5,73             | 544                 |
|             | Riogordo              | 2 778            | 39,97            | 70                  |
|             | Alcaucín              | 2 653            | 45,1             | 59                  |
|             | La Viñuela            | 2 059            | 27,2             | 76                  |
|             | Almáchar              | 1 927            | 14,39            | 134                 |
|             | Canillas de Aceituno  | 1 777            | 42               | 42                  |
|             | Sayalonga             | 1 646            | 18,29            | 90                  |
|             | Benamargosa           | 1 552            | 12,11            | 128                 |
|             | Comares               | 1 346            | 25,49            | 53                  |
|             | Arenas                | 1 259            | 26,29            | 48                  |
|             | Moclinejo             | 1 227            | 14,28            | 86                  |
|             | Alfarnate             | 1 046            | 33,97            | 31                  |
|             | Iznate                | 947              | 7,46             | 127                 |
|             | El Borge              | 941              | 24,38            | 39                  |
|             | Canillas de Albaida   | 799              | 33,2             | 24                  |
|             | Totalán               | 776              | 9,2              | 84                  |
|             | Sedella               | 600              | 31,6             | 19                  |
|             | Cútar                 | 587              | 19,41            | 30                  |
|             | Macharaviaya          | 506              | 7,24             | 70                  |
|             | Árchez                | 411              | 4,79             | 86                  |
|             | Alfarnatejo           | 371              | 20,35            | 18                  |
|             | Salares               | 198              | 10,28            | 19                  |
| La Axarquía | La Axarquía           | 231.360          | 1.023,15         | 226                 |

### Pedanías
| Municipio             | Pedanías | Censo (2024) |
| --------------------- | -------- | ------------ |
| Vélez-Málaga          |          |              |
| Vélez-Málaga          | 42.297   |              |
| Torre del Mar         | 23.957   |              |
| Almayate              | 5.330    |              |
| Caleta de Vélez       | 4.311    |              |
| Chilches              | 4.216    |              |
| Benajarafe            | 4.034    |              |
| Lagos                 | 903      |              |
| Cajiz                 | 836      |              |
| Triana                | 712      |              |
| Trapiche              | 450      |              |
| Cabrillas             | 254      |              |
| Rincón de la Victoria |          |              |
| Rincón de la Victoria | 19.380   |              |
| La Cala del Moral     | 16.520   |              |
| Torre de Benagalbón   | 10.986   |              |
| Benagalbón            | 5.157    |              |
| Nerja                 |          |              |
| Nerja                 | 21.220   |              |
| Maro                  | 858      |              |
| Torrox                |          |              |
| Torrox                | 7.517    |              |
| Torrox Costa          | 13.660   |              |
| Huit                  | 229      |              |
| Algarrobo             |          |              |
| Algarrobo             | 2.979    |              |
| Algarrobo Costa       | 3.919    |              |
| Cómpeta               |          |              |
| Cómpeta               | 3.623    |              |
| Colmenar              |          |              |
| Colmenar              | 3.049    |              |
| Solano                | 232      |              |
| Gonzalo               | 130      |              |
| Caravaca              | 101      |              |
| Majada del Moro       | 33       |              |
| Frigiliana            |          |              |
| Frigiliana            | 3.392    |              |
| Periana               |          |              |
| Periana               | 3.235    |              |
| Mondrón               | 154      |              |
| Benamocarra           |          |              |
| Benamocarra           | 3.108    |              |
| Riogordo              |          |              |
| Riogordo              | 2.795    |              |
| Alcaucín              |          |              |
| Alcaucín              | 928      |              |
| Puente de Salía       | 841      |              |
| Venta Baja            | 431      |              |
| Pilarejo              | 173      |              |
| Cortijillos           | 122      |              |
| Espino                | 90       |              |
| Toril                 | 61       |              |
| El Cerro              | 45       |              |
| La Viñuela            |          |              |
| La Viñuela            | 1.555    |              |
| Los Romanes           | 373      |              |
| Los Millanes          | 32       |              |
| Cortijuelos           | 17       |              |
| Las Paulas            | 12       |              |
| Almáchar              |          |              |
| Almáchar              | 1.921    |              |
| Canillas de Aceituno  |          |              |
| Canillas de Aceituno  | 1.574    |              |
| Río Bermuza           | 133      |              |
| Pasada de Granadillo  | 54       |              |
| Sayalonga             |          |              |
| Sayalonga             | 1.411    |              |
| Corumbela             | 213      |              |
| Benamargosa           |          |              |
| Benamargosa           | 1.546    |              |
| Comares               |          |              |
| Comares               | 315      |              |
| Alquiceria            | 308      |              |
| Masmullar             | 264      |              |
| Las Cuevas-Romo       | 260      |              |
| Río Comares           | 193      |              |
| Arenas                |          |              |
| Arenas                | 1.221    |              |
| Los Vados             | 48       |              |
| Daimalos              | 26       |              |
| Moclinejo             |          |              |
| Moclinejo             | 752      |              |
| El Valdés             | 487      |              |
| Alfarnate             |          |              |
| Alfarnate             | 1.045    |              |
| El Borge              |          |              |
| El Borge              | 938      |              |
| Iznate                |          |              |
| Iznate                | 951      |              |
| Canillas de Albaida   |          |              |
| Canillas de Albaida   | 813      |              |
| Totalán               |          |              |
| Totalán               | 778      |              |
| Sedella               |          |              |
| Sedella               | 369      |              |
| Valverdes             | 189      |              |
| Rubite                | 48       |              |
| Cútar                 |          |              |
| Cútar                 | 216      |              |
| Las Rozas             | 168      |              |
| Salto del Negro       | 142      |              |
| La Zubia              | 63       |              |
| Macharaviaya          |          |              |
| Macharaviaya          | 315      |              |
| Benaque               | 161      |              |
| Vallejo               | 32       |              |
| Árchez                |          |              |
| Árchez                | 416      |              |
| Alfarnatejo           |          |              |
| Alfarnatejo           | 371      |              |
| Salares               |          |              |
| Salares               | 204      |              |

### Demografía
| Población | 50 683  | 74 726  | 100 401 | 95 861 | 97 547  | 98 483  | 104 128 | 110 339 | 113 489 |
|           | 1960    | 1970    | 1981    | 1991   | 1996    | 2001    | 2006    | 2011    | 2021    |
| Población | 116 784 | 116 934 | 115 217 | 130790 | 141 060 | 151 228 | 184 352 | 209 190 | 220 577 |

## Historia

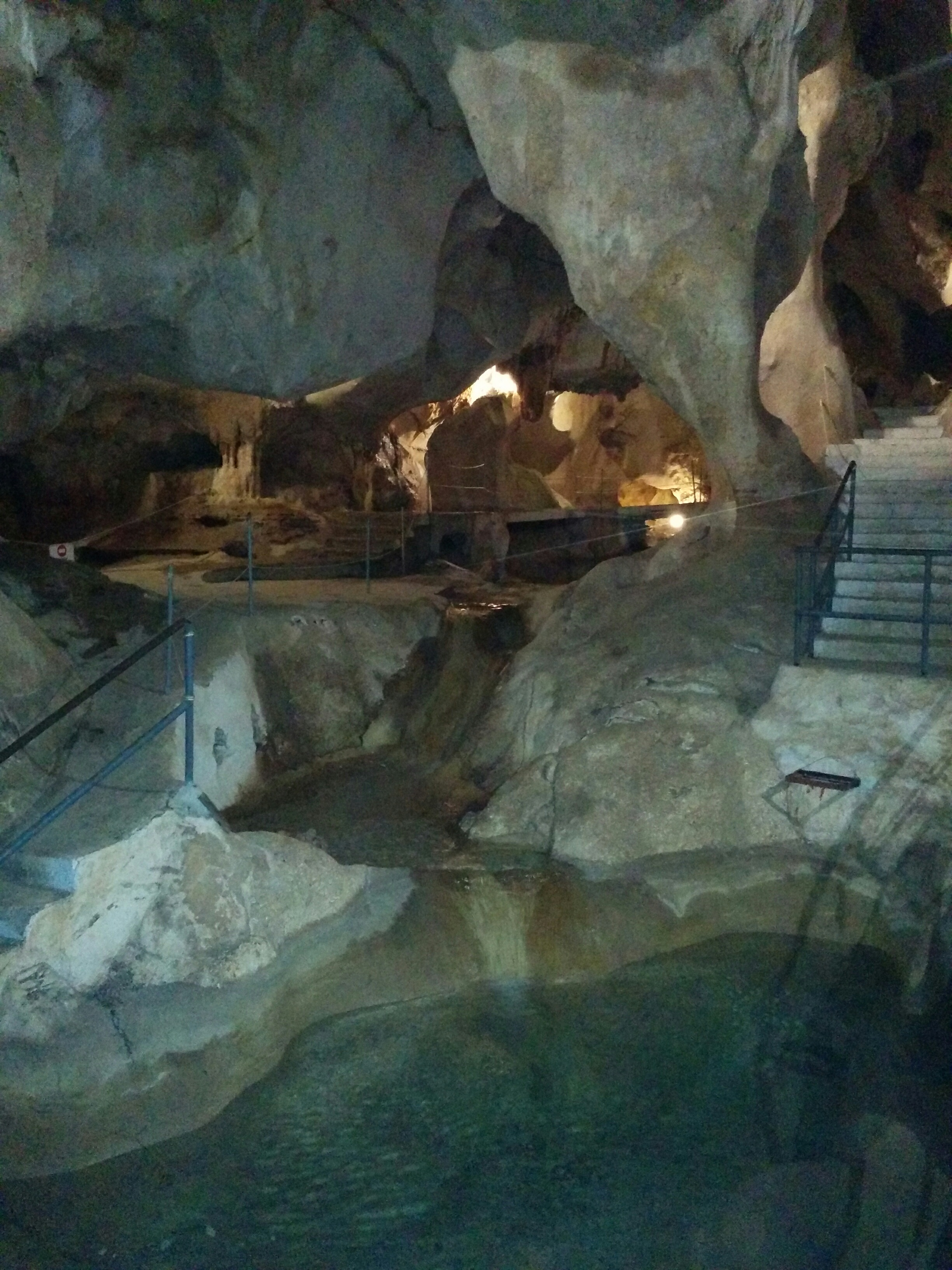
Cuevas del Tesoro (Rincón de la Victoria).

La comarca fue conquistada a los musulmanes a raíz de las batallas de la Axarquía en 1487, cayendo así los castillos de Zalia (cerca de Zafarraya y Alcaucín, Bentomiz, en Arenas y La Fortaleza de Vélez).

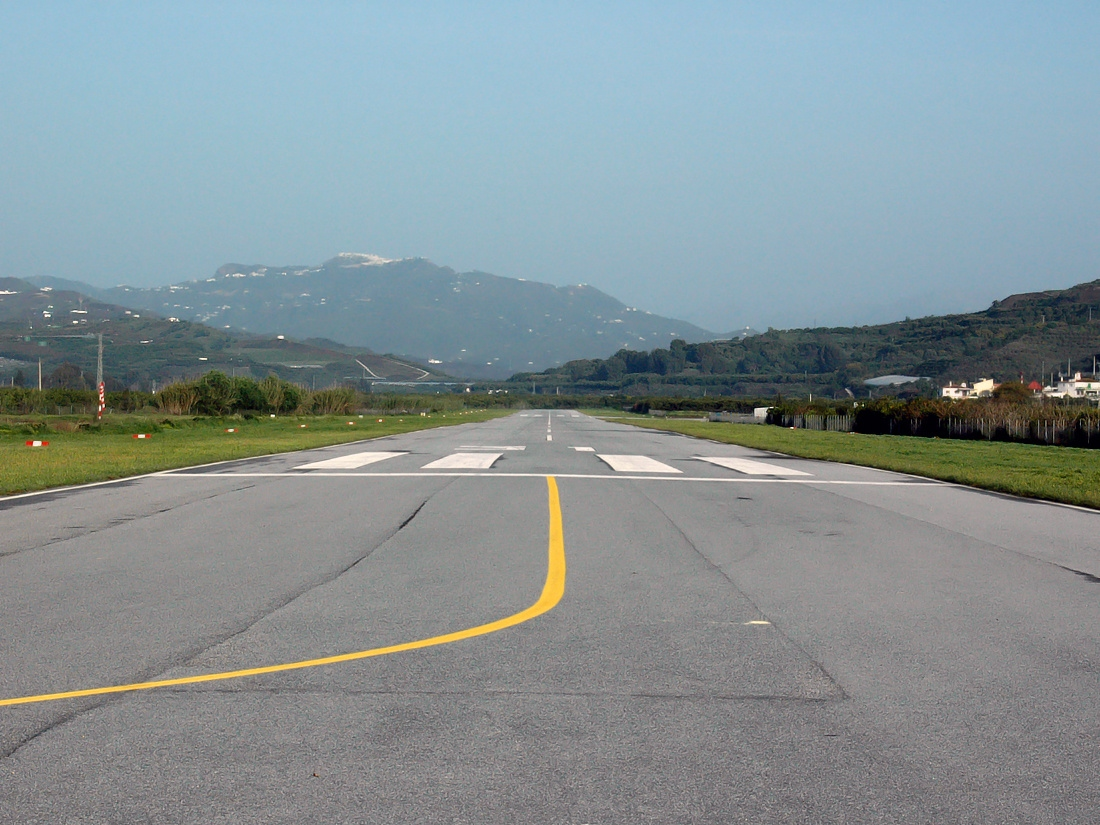
Aeródromo de La Axarquía

## Comunicaciones
La Axarquía esta comunicada mediante carreteras como la N-340, la cual discurre por el litoral, comunicando todos los núcleos costeros, la autovía A-7, la A-356, la A-7000 y la A-402. A nivel ferroviario, se espera que en un futuro se construya el Corredor de la Costa del Sol y además existe el Tranvía de Vélez-Málaga, el cual no está en funcionamiento pero se espera que para 2024 vuelva a estar operativo. 

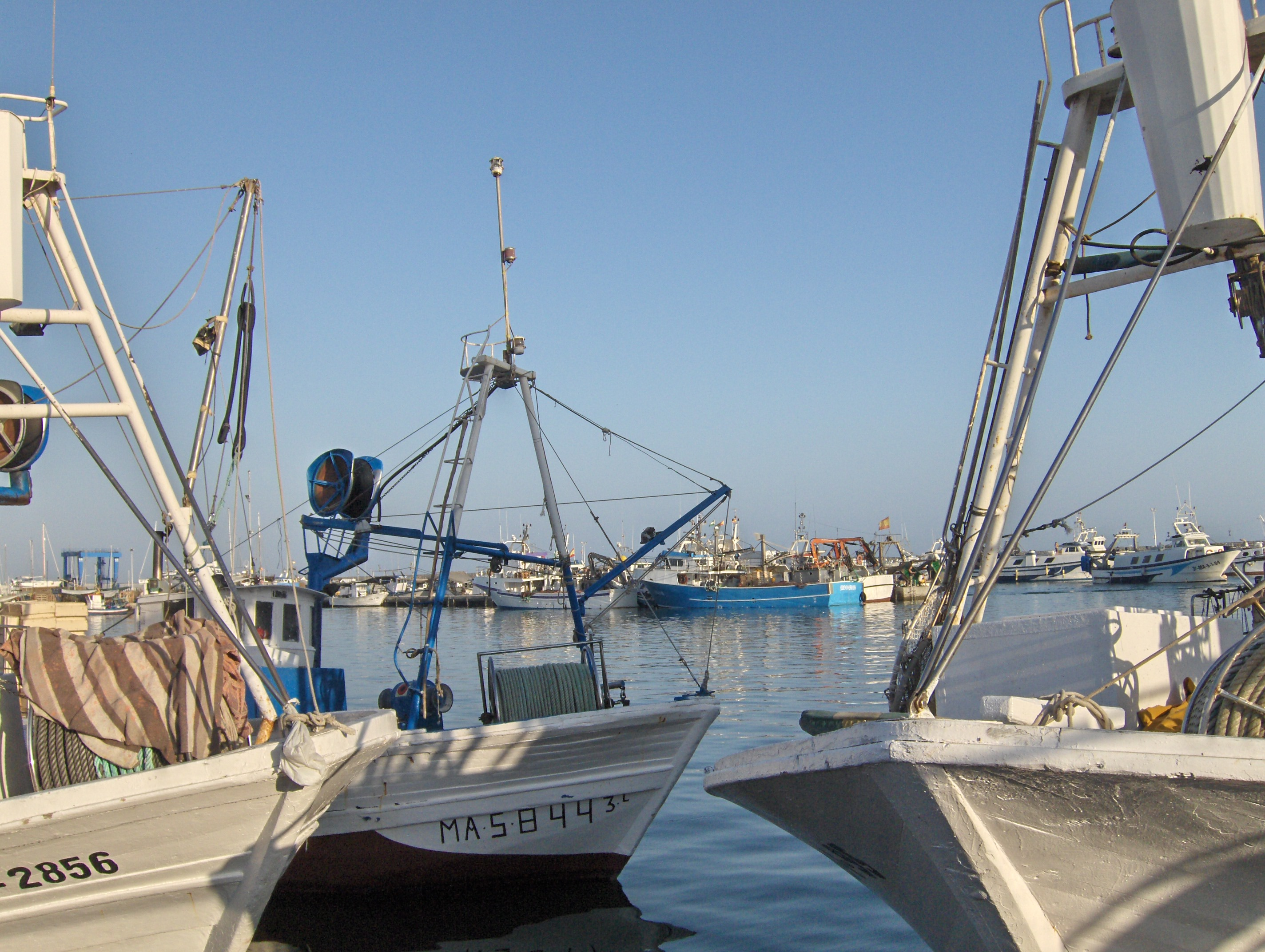
Puerto de Caleta de Vélez

Los aeropuertos más cercanos son los de Málaga y Granada, también cuenta con el Aeródromo de La Axarquía, en la comarca además se encuentra el Puerto de La Caleta de Vélez.
Las principales vías de la comarca son:
| Identificador | Denominación                           | Inicio            | Fin                 |
| ------------- | -------------------------------------- | ----------------- | ------------------- |
| A-7           | Autovía del Mediterráneo               | Algeciras         | Barcelona           |
| N-340         | Carretera del Mediterráneo             | Puerto Real       | Barcelona           |
| A-402         | Carretera La Viñuela-Alhama de Granada | La Viñuela        | Alhama de Granada   |
| A-356         | Carretera del Arco                     | Vélez-Málaga      | Casabermeja         |
| A-4152        | Carretera Colmenar-Loja                | Colmenar          | Loja (A-341)        |
| A-7000        | Carretera de los Montes de Málaga      | Málaga            | Colmenar            |
| A-7204        | Carretera Viñuela-Antequera            | La Viñuela        | Antequera (A-45)    |
| A-7205        | Antigua Carretera Vélez Málaga-Viñuela | Vélez-Málaga      | Viñuela             |
| A-7206        | Carretera Algarrobo-Cómpeta            | Algarrobo (N-340) | Cómpeta             |
| A-7207        | Carretera Torrox-Canillas de Albaida   | Torrox (N-340)    | Canillas de Albaida |

## Política y administración

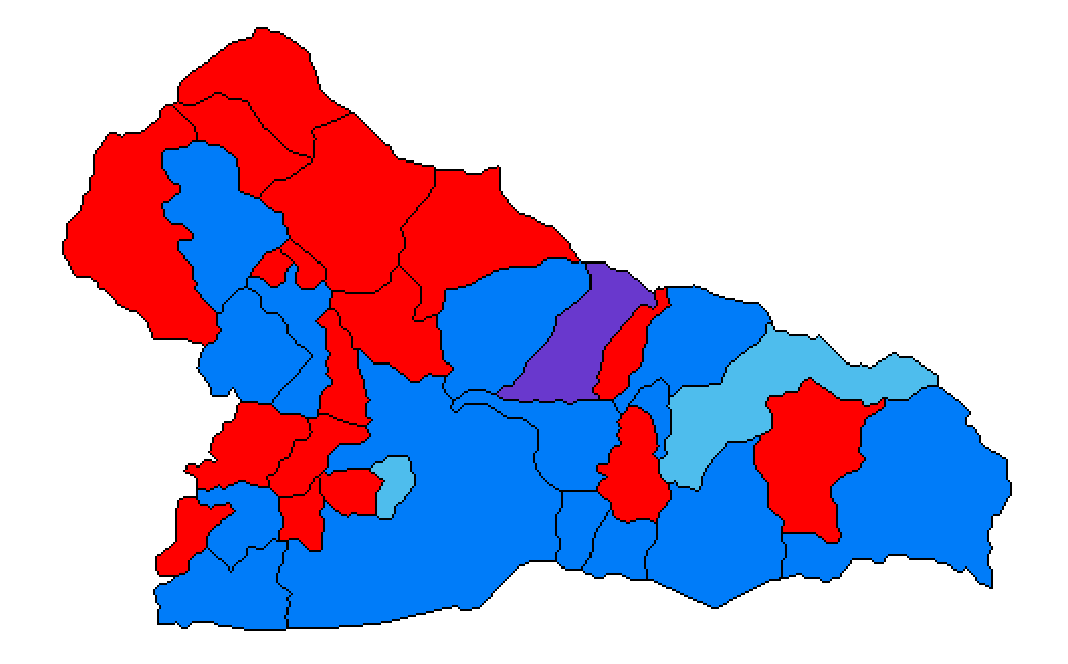
Lista más votada por municipio en las elecciones municipales
PSOE (15)
PP (13)
Por Mi Pueblo (2)
Con Andalucía (1)

### Elecciones Municipales de 2023 en La Axarquía
Los resultados completos correspondientes al escrutinio definitivo se detallan a continuación:
| Candidatura     | Candidatura                                                 | Votos   | %                               | Escaños                         |
| --------------- | ----------------------------------------------------------- | ------- | ------------------------------- | ------------------------------- |
|                 | Partido Popular (PP)                                        | 38 427  | 38,24                           | 130                             |
|                 | Partido Socialista Obrero Español (PSOE)                    | 23 663  | 23,54                           | 124                             |
|                 | Con Andalucía (Podemos-IU-MP-IdPA)                          | 7908    | 7,87                            | 27                              |
|                 | Por Mi Pueblo (PMP)                                         | 5516    | 6,51                            | 22                              |
|                 | Grupo Independiente Pro Municipio de Torre del Mar (GIPMTM) | 7983    | 9,43                            | 6                               |
|                 | Andalucía Por Sí (AxSí)                                     | 7828    | 9,24                            | 6                               |
|                 | Vox                                                         | 5294    | 5,27                            | 5                               |
|                 | Avanza Comares (AVCM)                                       | 300     | 0,30                            | 4                               |
|                 | Ciudadanos (C´s)                                            | 1072    | 1,07                            | 2                               |
|                 | Agrupación de Electores Somos Alcaucín (Somos Alcaucín)     | 261     | 0,26                            | 2                               |
|                 | Plataforma Ciudadana de Totalán (PACTO)                     | 80      | 0,08                            | 1                               |
|                 | Partido Animalista Con el Medio Ambiente (PACMA)            | 493     | 0,49                            | 0                               |
|                 | Por La Torre (PLT)                                          | 347     | 0,35                            | 0                               |
|                 | Unidos Por el Pueblo de Nerja (UPNer)                       | 297     | 0,30                            | 0                               |
| Votos en blanco | Votos en blanco                                             | 1033    | 1,03                            | n/a                             |
| Votos válidos   | Votos válidos                                               | 100 502 | 100,00                          | 329                             |
| Votos nulos     | Votos nulos                                                 | 1399    | Participación: \| \| 62,91 % \| | Participación: \| \| 62,91 % \| |
| Votantes        | Votantes                                                    | 101 901 | Participación: \| \| 62,91 % \| | Participación: \| \| 62,91 % \| |
| Electores       | Electores                                                   | 161 979 | Participación: \| \| 62,91 % \| | Participación: \| \| 62,91 % \| |
|                 | 62,91 %                                                     |         |                                 |                                 |

### Mancomunidad de Municipios de la Axarquía

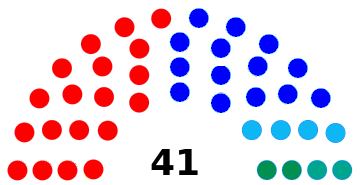
Pleno de la Mancomunidad de municipios de la Axarquía
PSOE (19)
PP (14)
Por Mi Pueblo (4)
IULV-CA-para la Gente (2)
GIPMTM (2)

El pleno de la Mancomunidad de Municipios de la Axarquía está formada por los alcaldes de los 31 municipios de la comarca, y por 9 vocales Más que se eligen en función de los resultados de las elecciones municipales en los municipios de Vélez-Málaga, Rincón de la Victoria, Nerja, Torrox y Algarrobo, además el pleno de Vélez-Málaga elige otro representante más. 
| Partido político |         |
| Partido político | Vocales |
| ---------------- | ------- |
| PP               | 19      |
| PSOE             | 14      |
| IU               | 3       |
| PMP              | 2       |
| GIPMTM           | 2       |
| AxSí             | 1       |

## Economía
La economía de la comarca se basa principalmente en la agricultura, la pesca, la ganadería y el sector de la construcción, así como en el sector turístico. También hay destacar un considerable número de desempleados.
| Municipios             | Desempleados (Diciembre 2024) | Tasa de paro (Diciembre 2024) | Renta per cápita (2022) | Deuda municipal (31/12/2021) |
| ---------------------- | ----------------------------- | ----------------------------- | ----------------------- | ---------------------------- |
| Vélez-Málaga           | 5.902                         | 14,56%                        | 24.128€                 | 19.829.000€                  |
| Rincón de la Victoria  | 2.952                         | 11,88%                        | 32.546€                 | 46.226.000€                  |
| Nerja                  | 1.352                         | 14,18%                        | 23.500€                 | 37.000€                      |
| Torrox                 | 1.239                         | 13,75%                        | 21.585€                 | 40.000€                      |
| Algarrobo              | 448                           | 14,3%                         | 20.582€                 | 685.000€                     |
| Cómpeta                | 197                           | 13,25%                        | 19.160€                 | 0€                           |
| Colmenar               | 228                           | 13,97%                        | 18.357€                 | 212.000€                     |
| Periana                | 223                           | 14,38%                        | 16.475€                 | 40.000€                      |
| Frigiliana             | 187                           | 12,33%                        | 22.805€                 | 0€                           |
| Benamocarra            | 141                           | 9,74%                         | 17.375€                 | 2.105.000€                   |
| Riogordo               | 125                           | 9,9%                          | 16.858€                 | 132.000€                     |
| Alcaucín               | 136                           | 13,06%                        | 19.482€                 | 0€                           |
| La Viñuela             | 105                           | 13,11%                        | 18.693€                 | 61.000€                      |
| Almáchar               | 143                           | 16,21%                        | 15.389€                 | 0€                           |
| Canillas de Aceituno   | 91                            | 11,75%                        | 17.919€                 | 0€                           |
| Sayalonga              | 89                            | 13,4%                         | 17.592€                 | 45.000€                      |
| Benamargosa            | 58                            | 8,45%                         | 14.472€                 | 0€                           |
| Comares                | 60                            | 10,54%                        | 15.629€                 | 0€                           |
| Moclinejo              | 102                           | 16,68%                        | 18.222€                 | 271.000€                     |
| Arenas                 | 66                            | 12,06%                        | 16.558€                 | 0€                           |
| Alfarnate              | 41                            | 9,49%                         | 16.959€                 | 0€                           |
| El Borge               | 61                            | 14,35%                        | -                       | 524.000€                     |
| Iznate                 | 49                            | 11,68%                        | -                       | 0€                           |
| Canillas de Albaida    | 48                            | 14,87%                        | -                       | 461.000€                     |
| Totalán                | 66                            | 17,95%                        | -                       | 0€                           |
| Cútar                  | 26                            | 10,78%                        | -                       | 0€                           |
| Sedella                | 34                            | 13,12%                        | -                       | 0€                           |
| Macharaviaya           | 28                            | 11,92%                        | -                       | 22.000€                      |
| Árchez                 | 27                            | 14,37%                        | -                       | 0€                           |
| Alfarnatejo            | 32                            | 19,38%                        | -                       | 0€                           |
| Salares                | 8                             | 9,19%                         | -                       | 0€                           |
| Comarca de La Axarquía | 14.264                        | 13,65%                        | 24.462€                 | 70.690.000€                  |

## El axarco

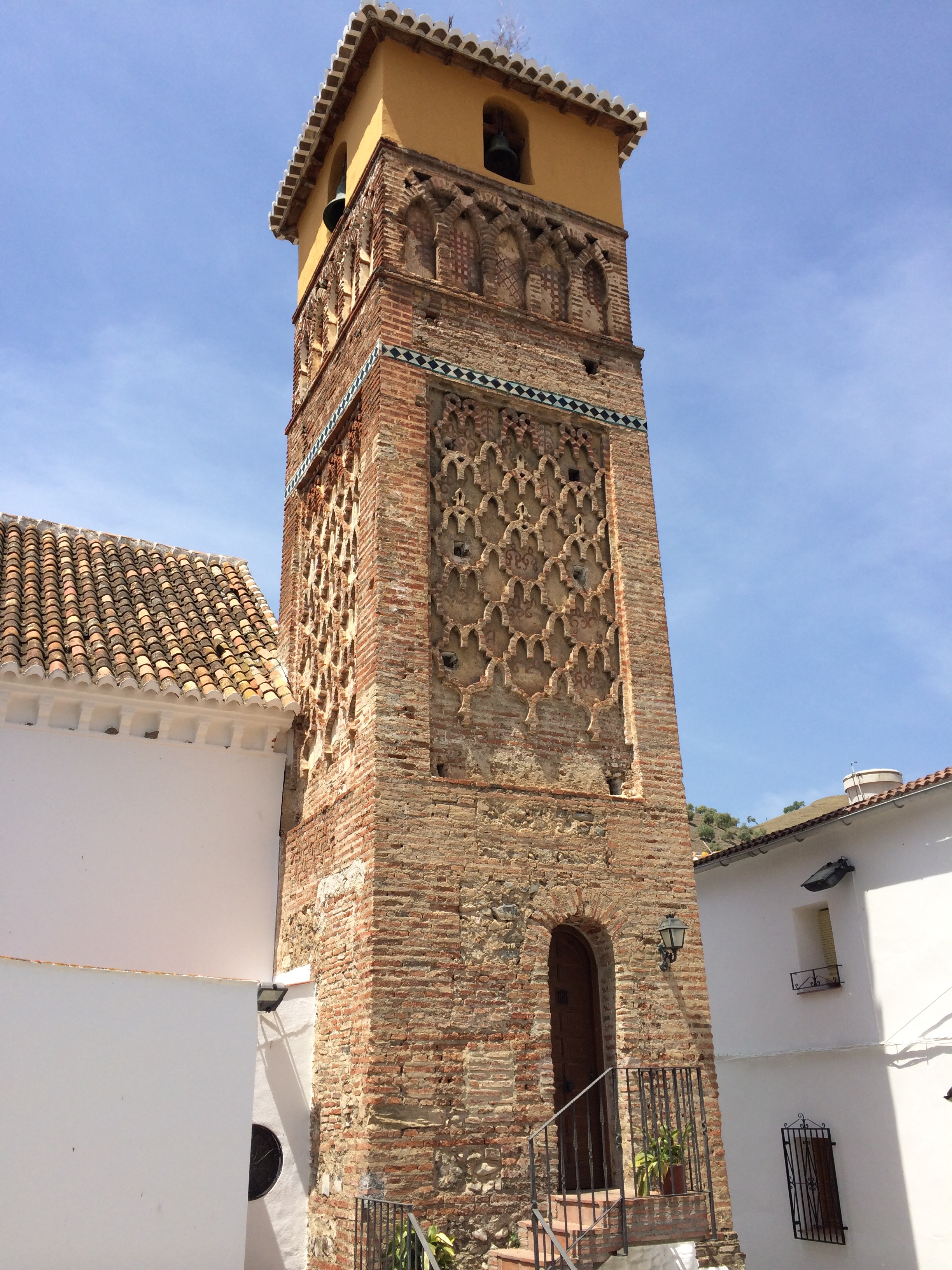
Alminar mudéjar (Árchez)

El axarco es una moneda que creó Antonio Gámez en 1988 con la intención de dar cohesión y unidad a la comarca y que se acepta en algunos de sus establecimientos, aunque ha caído en desuso. La mayoría de los ejemplares de monedas y billetes han caído en manos de coleccionistas, saliendo así de circulación.
El exteniente de alcalde de Torre del Mar, Manuel Rincón propuso en junio de 2007 la creación de un "patronato del axarco" en el Ayuntamiento de Vélez-Málaga, que se encargue de su recirculación con el fin de promocionar el turismo en la comarca.

## Gastronomía

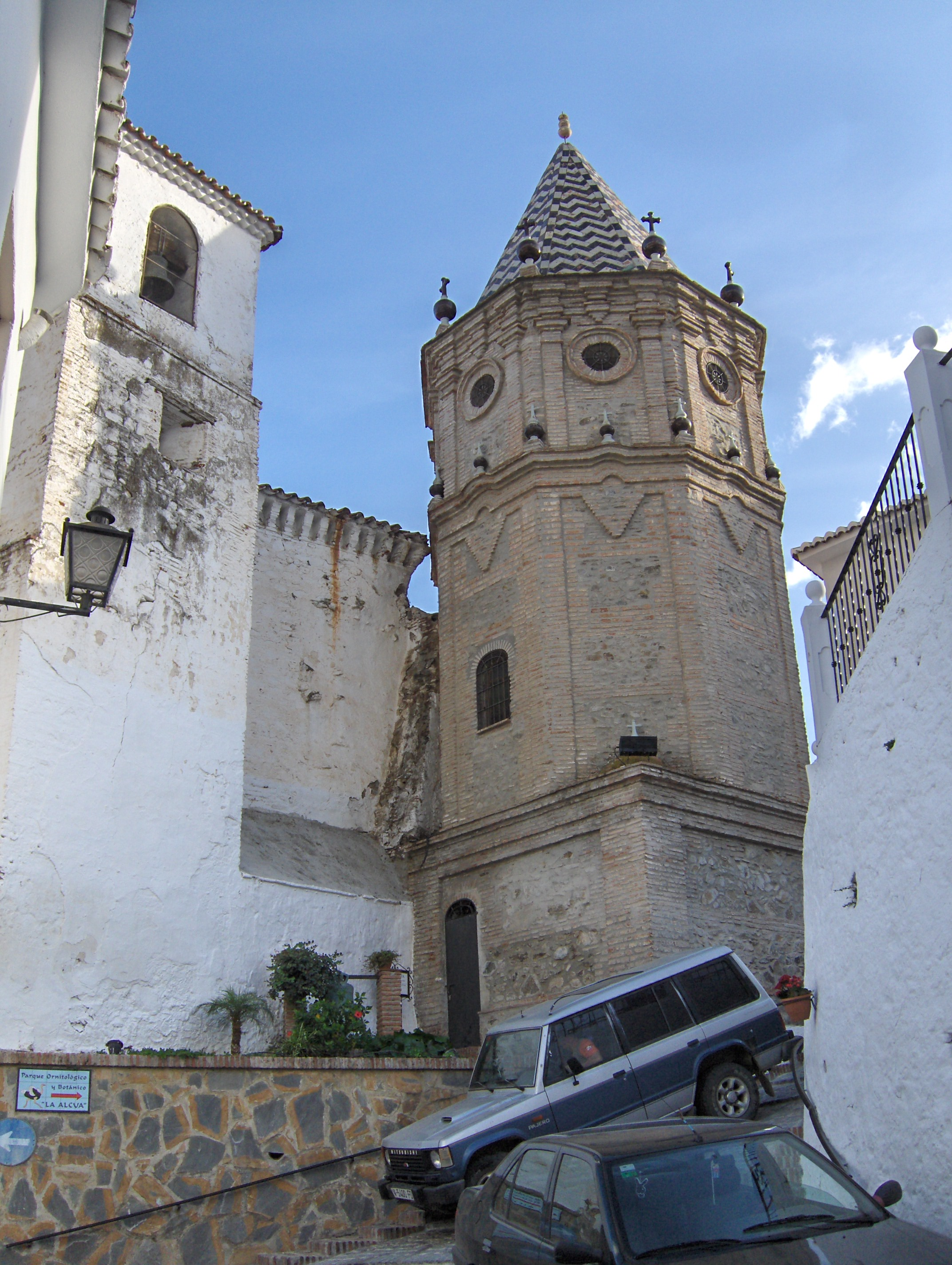
Iglesia del Rosario (El Borge)

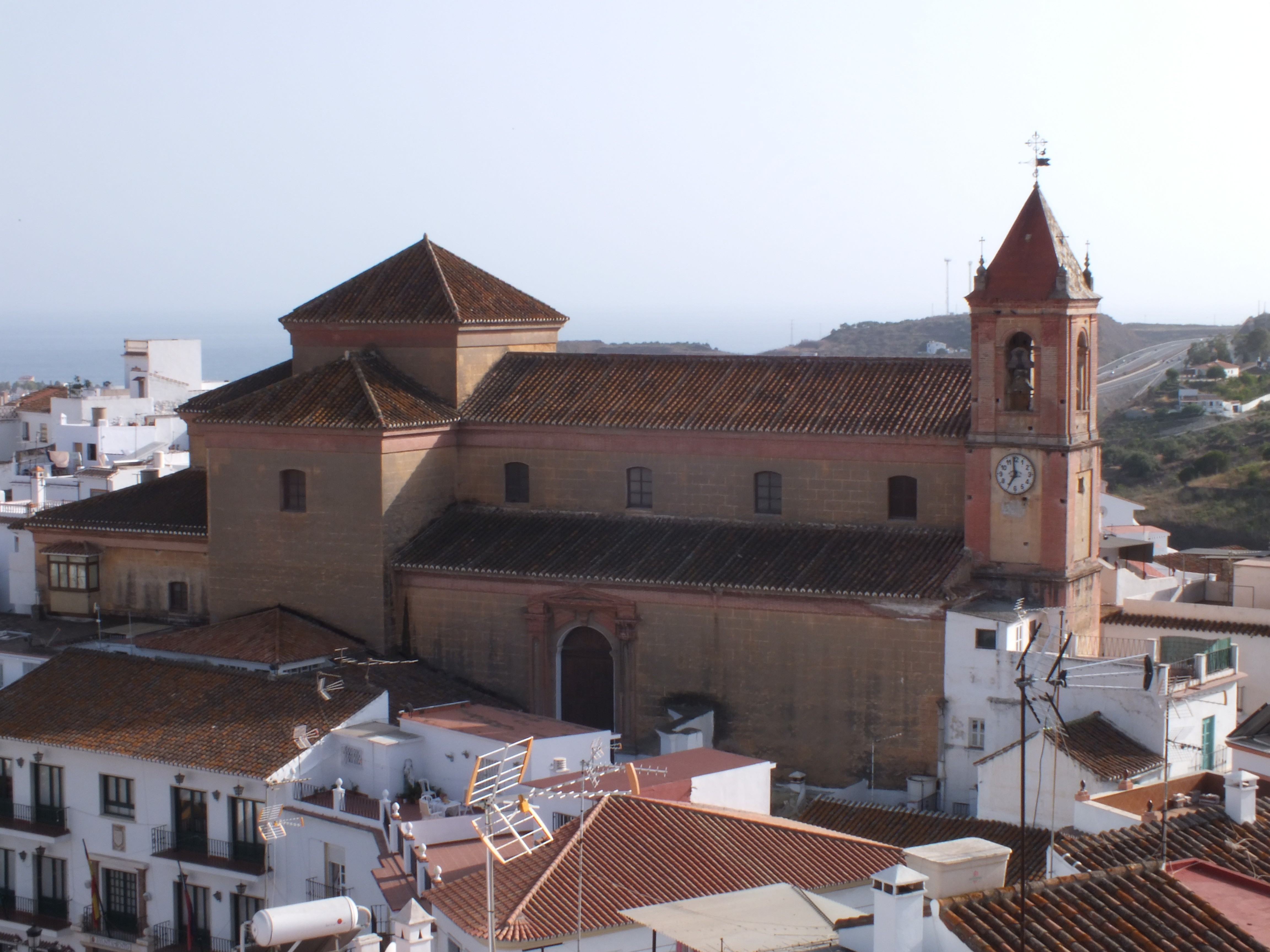
Iglesia de Nuestra Señora de la Encarnación (Torrox).

Entre los platos de la cocina axárquica destacan el chivo, frito con especias, el potaje de hinojos, el enblanco, el ajoblanco o los garbanzos con callos.
La uva pasa moscatel de la Axarquía ha sido declarada patrimonio agrícola mundial por la FAO.